# Delya Boulaghlem
Delya Boulaghlem, née le 26 juillet 1989 à Grenoble en France, est une athlète handisport française, en sprint et en saut en longueur. Aux championnats d'Europe en 2021, elle est médaillée d'argent au 200 m et médaillée de bronze au 100 m.

## Biographie
Delya Boulaghlem naît le 26 juillet 1989 à Grenoble dans l'Isère, en France. Elle est déficiente visuelle de naissance. Elle effectue des études de kinésithérapeute et exerce professionnellement en entreprise.
Delya Boulaghlem se met à l'athlétisme handisport à 26 ans. Elle commence le saut en longueur en 2020.
Aux championnats d'Europe d'athlétisme handisport en 2021, elle est médaillée d'argent en 200 m T11, médaillée de bronze en 100 m, et 4e en saut en longueur F11,. Aux championnats du monde en 2023, elle est de nouveau 4e en saut en longueur.
Elle est qualifiée pour les Jeux paralympiques d'été de 2024 à Paris,.